# Doctorat de recherche (Italie)
Cet article traite du doctorat en Italie, pour un article plus général sur les études doctorales y compris francophones, voir Doctorat
En Italie, le doctorat de recherche (dottorato di ricerca) est le diplôme le plus élevé délivré par les universités italiennes.
Ce diplôme a été institué en 1980 et est donc relativement récent dans le système universitaire italien.
Le programme dure de trois à cinq ans et les étudiants sont acceptés à l'issue d'une sélection faite par les universités elles-mêmes, qui fixent leurs propres critères d'admission.
Les étudiants ayant obtenu une laurea (diplôme de premier cycle) porte le titre de dottore (dottoressa pour une femme). Après une laurea specialistica (renommée en laurea magistrale, diplôme de deuxième cycle), les étudiants portent le titre de dottore magistrale. Après un dottore, le titre de dottore di ricerca (docteur de recherche) est porté.
Jusqu'à récemment, la laurea faisait référence à la laurea specialistica actuelle et il n'existait pas de diplôme de premier cycle dans le système éducatif italien.